# دنفر
دنفر عاصمة ولاية كولورادو. أصل التسمية من جيمس ويليام دنفر. تُعتبر عاشر أأمن مدينة أمريكية حسب تصنيفات مكتب التحقيقات الفدرالي. وهي إحدى أصغر المدن الأمريكية من حيث اعمار السكان. تعرف بمدينة الميل ارتفاعا.
وذلك لارتفاعها ميلا كاملا (1.6 كيلومتر) عن سطح البحر. وفي هذه المدينة مطار دولي تهبط فيه طيارات من مطار هيثرو وفرانكفورت ومطارات أخرى، ودنفر تعتبر مركزا اقتصاديا مهما في وسط أمريكا وذلك لأن هذه المدينة في قلب الولايات المتحدة. ويقع فيها ملعب سبورتس أثورتي في المايل هاي لفريق دنفر برونكوز.
رسميا مدينة ومقاطعة دنفر، هي العاصمة والبلدية الأكثر اكتظاظا بالسكان في ولاية كولورادو الأمريكية. وهي جنوب وادي نهر بلات على الحافة الغربية من السهول العالية شرق المجموعة الأمامية من جبال روكي. تقع منطقة وسط مدينة دنفر بالقرب من ملتقى شيري كريك مع نهر ساوث بلات، على بعد حوالي 12 ميلا (19 كم) شرق سفوح جبال روكي. وهي أعلى مدينة رئيسية في الولايات المتحدة. يمر بها خط الطول 105 غرب غرينتش
يتم تصنيف دنفر كمدينة بيتا من قبل شبكة العولمة والمدن العالمية للبحوث. ومع عدد سكان عام 2015 يقدر ب 682,545 نسمة، تعتبر دنفر في المركز التاسع عشر من أكبر المدن الأمريكية من حيث عدد السكان، وبزيادة قدرها 2.8% في عام 2015، فإن المدينة هي أيضا المدينة الأسرع نموا في الولايات المتحدة. دنفر هي المدينة الأكثر اكتظاظا بالسكان ضمن دائرة نصف قطرها 500 ميل (800 كم) والمدينة الثانية الأكثر اكتظاظا بالسكان في الجبل الغربي بعد فينيكس، أريزونا. في عام 2016، كانت دنفر أفضل مكان للعيش في الولايات المتحدة الأمريكية من قبل الولايات المتحدة نيوز & وورد ريبورت.

## نبذة تاريخية
سكنت منطقة دنفر الكبرى العديد من الشعوب الأصلية، مثل الأباتشي، واليوت، والشايان، والكومانشي، والأراباهو. بموجب شروط معاهدة فورت لارامي لعام 1851 بين الولايات المتحدة والقبائل المختلفة ومن بينها شايان وأراباهو، حددت الولايات المتحدة واعترفت من جانب واحد بمنطقة شايان وأراباهو على أنها تمتد من نهر بلات الشمالي في وايومنغ ونبراسكا الحالية جنوبًا إلى نهر أركنساس في كولورادو وكانساس الحاليتين. شمل هذا التحديد على وجه الخصوص أرض متروبوليتان دنفر الحديثة. لكن اكتشاف الذهب في نوفمبر 1858 في جبال روكي في كولورادو (التي كانت حينها جزءًا من إقليم كانساس الغربي) أدى إلى اندفاع حمى الذهب وتدفق هائل للمهاجرين البيض عبر أراضي الشايان والأراباهو. ضغط المسؤولون الإقليميون في كولورادو على السلطات الفيدرالية لإعادة تحديد وتقليص نطاق أراضي المعاهدة الهندية.
في صيف عام 1858، خلال حمى الذهب في قمة بايك، أنشأت مجموعة من الباحثين عن الذهب من لورنس، كانساس، مدينة مونتانا لتكون مدينة تعدين على ضفاف نهر ساوث بلات فيما كان حينها جزءًا من إقليم كانساس الغربي، على الأراضي التقليدية لقبائل الشايان والأراباهو. كانت هذه أول مستوطنة تاريخية فيما أصبح لاحقًا مدينة دنفر. لكن الموقع تلاشى بسرعة، وبحلول صيف عام 1859، تخلوا عنه لصالح أوراريا (التي سميت على اسم مدينة أوراريا لتعدين الذهب، جورجيا) ومدينة سانت تشارلز.
في 22 نوفمبر 1858، وضع الجنرال ويليام لاريمر والكابتن جوناثان كوكس، كلاهما من مضاربي الأراضي من إقليم كانساس الشرقي، جذوع أشجار القطن للمطالبة بحصة مطلة على ملتقى نهر ساوث بلات وتشيري كريك، عبر النهر من مستوطنة التعدين القائمة في أوراريا، وعلى موقع بلدة سانت تشارلز القائمة. أطلق لاريمر على موقع البلدة اسم «دنفر سيتي» لكسب ود حاكم إقليم كانساس جيمس وليام دنفر. أمل لاريمر أن يساعد اسم البلدة في اختيارها مقرًا لمقاطعة أراباهو، ولكنه لم يكن يعلم أن حاكم دنفر قد استقال بالفعل من منصبه. كان الموقع متاحًا للمسارات الموجودة وكان عبر نهر ساوث بلات من موقع المعسكرات الموسمية في شايان وأراباهو. موقع هذه البلدات الأولى الآن في حديقة كونفلوينس بالقرب من وسط مدينة دنفر. جاء إدوارد دبليو. وينكوب إلى كولورادو عام 1859 وأصبح أحد مؤسسي المدينة. سُمي شارع وينكوب في دنفر باسمه.
باع لاريمر، مع شركاء في شركة أراضي مدينة سانت تشارلز، قطع أراضٍ في البلدة للتجار وعمال المناجم، بهدف إنشاء مدينة كبيرة تلبي احتياجات المهاجرين الجدد. كانت مدينة دنفر مدينة حدودية، مع اقتصاد يعتمد على خدمة عمال المناجم المحليين بالمقامرة، والصالونات، والماشية، وتجارة السلع. في السنوات الأولى، غالبًا ما بادل عمال المناجم في أوراريا قطع الأراضي مقابل الإمدادات الغذائية أو قامروا بها. في مايو 1859، تبرع سكان مدينة دنفر بثلاث وخمسين قطعة أرض لقطار ليفنوورث وبايكس بيك إكسبرس من أجل تأمين أول طريق للعربات البرية في المنطقة. قدم خدمة يومية «للركاب والبريد والشحن والذهب»، ووصل إكسبرس إلى دنفر على مسار قلص وقت السفر باتجاه الغرب من اثني عشر يومًا إلى ستة أيام. في عام 1863، عززت ويسترن يونيون هيمنة دنفر على المنطقة من خلال اختيار المدينة لتكون نهايتها الإقليمية.
في 18 فبراير 1861، وقع ستة من زعماء الشايان الجنوبيين وأربعة من أراباهو معاهدة فورت وايز مع الولايات المتحدة في حصن بنت الجديد في بيغ تيمبرز بالقرب مما يعرف الآن باسم لامار، كولورادو. لقد تنازلوا عن أكثر من 90% من الأراضي المخصصة لهم بموجب معاهدة فورت لارامي، بما في ذلك منطقة دنفر الحديثة. عارض بعض الشايان المعاهدة، قائلين إن أقلية صغيرة من الزعماء وقعوها دون موافقة أو قبول بقية القبيلة، وأن الموقعين لم يفهموا ما وقعوا عليه، وأنهم تلقوا رشوة للتوقيع من خلال توزيع كبير للهدايا. ومع ذلك، زعمت حكومة إقليم كولورادو أن المعاهدة «التزام رسمي» واعتبرت أن الهنود الذين رفضوا الالتزام بها عدائيين ويخططون للحرب.
بعد عشرة أيام، في 28 فبراير 1861، نشأ إقليم كولورادو، وتشكلت مقاطعة أراباهو في 1 نوفمبر 1861، وتأسست مدينة دنفر في 7 نوفمبر 1861. اعتبِرت مدينة دنفر مقر مقاطعة أراباهو منذ عام 1861 حتى التوحيد في عام 1902. في عام 1867، أصبحت مدينة دنفر عاصمة إقليمية بالنيابة، وفي عام 1881 اختيرت عاصمة دائمة للولاية في اقتراع على مستوى الولاية. ومع أهميتها المكتشفة حديثًا، اختصرت مدينة دنفر اسمها إلى دنفر. في 1 أغسطس 1876، قُبلت كولورادو في الاتحاد.
تصاعد هذا الخلاف حول صلاحية معاهدة فورت وايز ليؤدي إلى حرب كولورادو في عامي 1864 و1865، والتي وقعت خلالها مذبحة ساند كريك الوحشية ضد شعبي شايان وأراباهو. في أعقاب الحرب حُلت المحمية في شرق كولورادو، ووقِعت معاهدة ميديسن لودج التي نصت على نقل شعبي شايان وأراباهو خارج أراضيهم التقليدية. حُقق شرط المعاهدة هذا، على الرغم من أن المعاهدة لم يوافق عليه قانونيًا من قبل أفراد القبائل، وفقًا لشروط المعاهدة الخاصة. هكذا، بحلول نهاية ستينيات القرن التاسع عشر، أدى ذلك إلى تطهير منطقة دنفر من سكانها الأصليين بشكل فعال وكامل.
على الرغم من أنه بحلول نهاية ستينيات القرن التاسع عشر كان بإمكان سكان دنفر أن ينظروا بفخر إلى نجاحهم في إنشاء مركز إمداد وخدمة نابض بالحياة، لكن قرار توجيه أول خط سكة حديد عابر للقارات في البلاد عبر مدينة شايان، بدلًا من دنفر، هدد ازدهار المدينة الناشئة. مر خط السكة الحديد العابر للقارات على بعد 100 ميل (160 كيلومترًا)، لكن المواطنين حشدوا جهودهم لبناء خط سكة حديد لربط دنفر بها. بدأ جمع التبرعات بقيادة قادة ذوي رؤية، بما في ذلك حاكم الإقليم جون إيفانز، وديفيد موفات، ووالتر تشيزمان. في غضون ثلاثة أيام، جُمع 300 ألف دولار، وكان المواطنون متفائلين. تعثرت جهود جمع التبرعات قبل جمع المبلغ الكافي، مما أجبر هؤلاء القادة ذوي الرؤية على تولي السيطرة على السكك الحديدية المثقلة بالديون. على الرغم من التحديات، في 24 يونيو 1870، ابتهج المواطنون عندما أكملت منطقة دنفر باسيفيك الاتصال بخط السكة الحديد العابر للقارات، إيذانا ببدء عصر جديد من الرخاء في دنفر.
أخيرًا، ارتبطت دنفر ببقية الأمة عن طريق السكك الحديدية، وازدهرت باعتبارها مركزًا للخدمة والإمداد. نمت المدينة الفتية خلال هذه السنوات، حيث اجتذبت أصحاب الملايين بقصورهم، فضلًا عن مزيج من الجريمة والفقر في مدينة سريعة النمو. شعر مواطنو دنفر بالفخر عندما اختار الأثرياء دنفر، وشعروا بسعادة غامرة عندما بنى هوراس تابور، مليونير التعدين في ليدفيل، مجمعًا تجاريًا في شارع 16 ولاريمر، بالإضافة إلى دار أوبرا تابور الكبرى الأنيقة. وسرعان ما تبعتها الفنادق الفاخرة، بما في ذلك فندق براون بالاس المحبوب، بالإضافة إلى المنازل الرائعة لأصحاب الملايين، مثل كروك وباترسون وقصر كامبل في شارع 11 وبنسلفانيا وقصر موفات الذي هُدم الآن في شارع 8 وغرانت.
وسرعان ما أصبح لدى دنفر، بالإضافة إلى النخبة والطبقة المتوسطة الكبيرة، عدد متزايد من العمال المهاجرين الألمان والإيطاليين والصينيين، وسرعان ما تبعهم الأمريكيون من أصل أفريقي من أقصى الجنوب والعمال من أصل هسباني. أدى تدفق السكان الجدد إلى ضغط على المساكن المتاحة. بالإضافة إلى ذلك، أدى الانهيار الفضي عام 1893 إلى زعزعة التوازنات السياسية والاجتماعية والاقتصادية. التنافس بين المجموعات الإثنية المختلفة كان غالبًا يُعبّر عنه بالتعصب، وأدت التوترات الاجتماعية إلى ظهور الخوف الأحمر. شكك الأمريكيون في المهاجرين، الذين كانوا في بعض الأحيان متحالفين مع القضايا الاشتراكية والنقابية. بعد الحرب العالمية الأولى، اجتذب إحياء كو كلوكس كلان الأمريكيين البيض المولودين في الولايات المتحدة الذين قلقوا بشأن التغييرات العديدة في المجتمع. على عكس التنظيم السابق الذي كان نشطًا في المناطق الريفية بالجنوب، تطورت فروع كو كلوكس كلان في المناطق الحضرية في الغرب الأوسط والغرب، بما في ذلك دنفر، وامتدت إلى أيداهو وأوريغون. تطور أيضًا الفساد والجريمة في دنفر.

## توأمة
لدنفر اتفاقيات توأمة مع كل من:
- لاباز
- نيروبي (1975 - )
- بريست (1959 - )
- بوتنسا
- كويرنافاكا
- تشيناي (1984 - )
- كونمينغ
- أكسوم
- أولان باتور
- تاكاياما
- كرمئيل

## أعلام
- آناصوفيا روب
- ليندا لوفليس
- ديفيد فينشر
- جون هول
- بيتار الثاني ملك يوغوسلافيا
- سكوت كاربنتر
- تيم ألين
- دوغلاس فيربانكس
- بافالو بيل